# Zeitschrift für Katalanistik
Die Zeitschrift für Katalanistik (Revista d'Estudis Catalans als Untertitel) ist eine Zeitschrift über katalanische Sprache und Literatur, die 1988 von Tilbert Dídac Stegmann und Brigitte Schlieben-Lange gegründet wurde. Sie wird von der Deutsch-Katalanischen Gesellschaft veröffentlicht, und der Redaktionssitz ist Freiburg im Breisgau. Die Zeitschrift veröffentlicht Artikel aus allen romanischen Sprachen (besonders auf Katalanisch) und auch auf Englisch und Deutsch. Die Zeitschrift befasst sich besonders  mit Sprachwissenschaft, aber mit katalanischer Literatur (z. B. ein Dossier über Salvador Espriu anlässlich seines 25. Todestages). Sie gibt eine Ausgabe jedes Jahr heraus, die online gelesen werden kann.
Heutzutage wird sie durch ein sechsköpfiges Redaktionskomitee (Roger Friedlein, Johannes Kabatek, Claus D. Pusch, Gerhard Wild und Tilbert Dídac Stegmann selbst) geführt. Das Institut Ramon Llull unterstützt diese Zeitschrift.